# Un neveu affamé
Pour plus de détails, voir Fiche technique et Distribution.
Un neveu affamé (Feedin' the Kiddle) 107e court métrage d'animation de la série américaine Tom et Jerry réalisé par William Hanna et Joseph Barbera et sorti le 7 juin 1957.